# دیسنومیا (قمر)

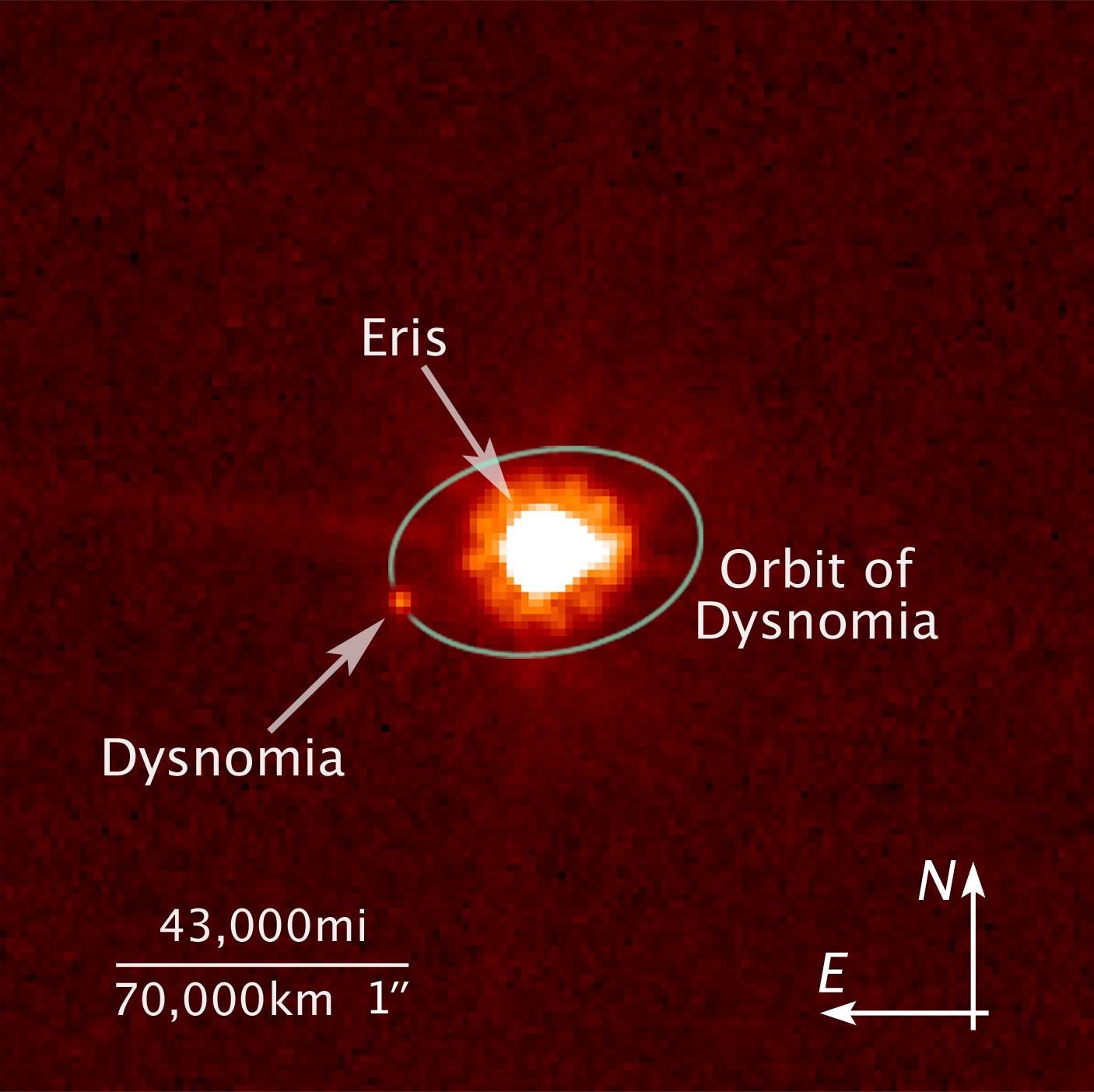
دیسنومیا در مدار اریس

دیسنومیا قمر سیارهٔ کوتولهٔ اریس، ۱۵۰ کیلومتر قطر دارد و فاصلهٔ آن از جرم مادر ۳۷٬۰۰۰ کیلومتر است. ماه قمری اریس، ۱۶ روز به طول می‌انجامد که باعث ایجاد ۱۲٬۷۷۵ ماه قمری در طی یکسال گردش اریس به دور خورشید می‌گردد.
دیسنومیا تنها ماه اریس است و در سال ۲۰۰۵ توسط مایکل براون و گروهی از دانشمندان، مدتی پس از کشف اریس کشف‌شد. قطر دیسنومیا تنها ۱۰۰ تا ۲۵۰ کیلومتر و کوچکتر از ایالت ماساچوست است. دانشمندان مطمئن نیستند که دیسنومیا از چه چیزی ساخته‌شده، اما بر این باورند که از آب منجمد ساخته شده‌است. ستاره‌شناسان برای شناسایی پلوتو و اریس از دیسنومیا استفاده می‌کنند؛ آن‌ها می‌دانستند که اریس از پلوتو بزرگتر است، اما نمی‌دانستند که جرم اریس از پلوتو بیشتر است. آن‌ها می‌توانند جرم جسم را با استفاده از ماه آن اندازه‌گیری کنند؛ به‌طوری‌که فاصلهٔ میان جسم و ماه آن و مدت زمان گردش ماه به دور جسم را اندازه‌گیری می‌کنند. با استفاده از این روش، ستاره‌شناسان دریافتند که جرم اریس ۲۷ درصد بیشتر از پلوتو است.
درک درست ویژگی‌های خلأ کوانتومی ممکن‌است که انقلاب علمی آینده باشد. به تازگی پیشنهاد شده‌است خلأ کوانتومی شامل دو قطبی‌های گرانشی مجازی است و این فرضیه را می‌توان در منظومهٔ خورشیدی مورد آزمایش قرار داد. درک این پدیده ممکن‌است با مطالعهٔ دقیق‌تر بر مدار سیارات صورت بگیرد. بهترین آزمایشگاه برای مطالعهٔ ویژگی‌های گرانشی خلأ کوانتومی، اریس و دیسنومیا است. به این دلیل که حرکت تقدیمی حضیض (تقدیم دیسنومیا) پیرامون اریس به‌شدت تحت سلطهٔ خلأ کوانتومی است.